# Chenopodium guineense
Chenopodium guineense är en amarantväxtart som beskrevs av Nikolaus Joseph von Jacquin. Chenopodium guineense ingår i släktet ogräsmållor, och familjen amarantväxter. Inga underarter finns listade i Catalogue of Life.